# Fernando Massó
Fernando Massó Bolíbar (Bueu, 21 de agosto de 1932-Vigo, 2 de noviembre de 2021), fue un regatista español.
Hijo de Gaspar Massó García, de Massó Hermanos S.A., siempre estuvo vinculado al mar. Fue campeón de España de la clase Snipe en 1952, como tripulante de su primo Jaime Massó, y en 1964, como patrón, con su primo Tomás Massó de tripulante; y subcampeón en 1972, 1973, 1974 y 1975, años en los que solamente se vio superado por el campeón del mundo, Félix Gancedo. También ganó la Copa del Generalísimo de 1965, la cuarta edición del Campeonato Ibérico, disputada en Lagos (Portugal) en 1972, y la Copa de Su Alteza Real el Príncipe de Asturias en 1973.